# До победата и след нея
До победата и след нея (на македонска литературна норма: До победата и по неа) е игрален пропаганден филм от Социалистическа република Македония от 1966 година. Режисьор на филма е сърбинът Жика Митрович, сценарист е Симон Дракул, оператор - Мишо Самоиловски, автор на музиката е Миленко Прохаска. Главните роли се изпълняват от сърбина Александър Гаврич (Пушкар), Янез Върховец (Видан), Петър Пърличко (Диме), сръбкините Милена Дравич (Момата), Воя Мирич (Кремлев), Коле Ангеловски (Боро), Ристо Шишков (Трайко), Невена Коканова (Медицинска сестра), Милан Сърдоц (Митре Заревски), Илия Милчин (адвокат Страсев), Мери Бошкова, Владимир Медар (Кмета), Димитър Кьостаров (Камджиев), Драги Костовски (Кирил Нацев) и сърбина Драган Оцоколич (Панче).
Действието във филма се развива по време на българското управление във Вардарска Македония през Втората световна война. Постепенно силата на комунистическата съпротива във Вардарска Македония нараства, но група комунистически партизани са предадени от неизвестен шпионин и разстреляни от окупационните власти. Партизаните залавят български офицер и приближените му, но комисаря на партизанския отряд не позволява саморазправа на местното население с тях, въпреки че синът му е застрелян скоро преди това. Заловените са съдени от народен съд, а скоро след това партизаните разбиват група немски войници, след което заминават с влак към ново сражение.